# Victor Levasseur (général)
Pour les articles homonymes, voir Victor Levasseur et Levasseur.
Victor Gabriel Levasseur, né le 7 mars 1772 à Caen (Calvados), mort le 13 septembre 1811 à Valognes (Manche), est un général français de la Révolution et de l’Empire.

## États de service
Étudiant en médecine, il s’engage en 1792, dans le 4e bataillon de volontaires du Calvados, et le 11 septembre suivant, il est élu sous-lieutenant dans la compagnie de canonniers du bataillon. Le 20 octobre 1792, il rejoint l’armée du Rhin au camp de Phalsbourg, et de là il est envoyé à Landau puis à Mayence.
En 1793, pendant le siège de Mayence, il est remarqué, pour sa bravoure et son intelligence, par l’adjudant général Kléber, qui obtient le 1er juin l’autorisation de se l’attaché en qualité d’adjoint provisoire. Le  7 juillet, il est chargé de reprendre à l’ennemi l’ouvrage de Salzbach, et il reçoit une blessure sérieuse qui nécessite son transport à l’hôpital. Il est nommé capitaine provisoire par le général en chef Doyré, commandant la place de Mayence, et il obtient un congé de convalescence le 5 novembre 1793.
En juin 1794, il est affecté à l’armée du Nord, mais il est appelé à Paris pour servir d’instructeur d’artillerie et des fortifications à l’école des élèves de Mars établie dans la plaine des Sablons, poste qu’il occupe jusqu’au 28 octobre 1794. Il rejoint l’Armée de Rhin-et-Moselle, et le 17 novembre 1794, il est nommé adjudant-général chef de bataillon par le représentant en mission Merlin de Thionville, et adjudant-général chef de brigade le 13 juin 1795.
Il est mis en congé de réforme le 13 avril 1796, mais il est maintenu en activité par le général Moreau, qui vient de remplacer Pichegru dans le commandement de l’armée de Rhin-et-Moselle. Il se signale le 25 juin 1796, à la prise du village de Neumühl, qu’il enlève avec 15 chasseurs à cheval, ainsi que le 28 à Renchen, où à la tête du 4e régiment de chasseurs à cheval, il charge par le flanc la principale colonne ennemi et la met en déroute. Le 5 juillet 1796, à la bataille de Rastadt,  passant à gué la Murg, il a un cheval tué sous lui, et il prend deux pièces de canon dont le feu empêchait le rétablissement du pont. À l’occasion de cette affaire, le ministre de la guerre Petiet, lui fait remettre par le général Moreau un « sabre doré avec ceinturon », comme témoignage de la reconnaissance nationale.
L’année suivante, il se signale au siège de Kehl, et il est blessé d’un coup de feu le 7 janvier 1797 à la reprise de la redoute du cimetière dont les autrichiens venaient de s’emparer. À la suite de cette blessure, il est admis à la solde de réforme.
Il est remis en activité le 30 octobre 1797, dans la 20e division militaire, et le 12 janvier 1798, il est envoyé à l’armée d’Angleterre. Le 11 février 1800, il passe à l’armée du Rhin, et le 16 mai 1800, il est promu général de brigade sur le champ de bataille par le général en chef Moreau. Ce jour-là, par d’heureuses dispositions, il repousse une attaque de l’armée autrichienne dirigée contre la division du général Sainte-Suzanne, à laquelle il appartenait. Mis à la tête d’une division détachée, il remplit avec succès la mission difficile de couvrir le flanc gauche de l’armée, et il continue de commander cette division aux affaires qui eurent lieu la veille et le jour de la Bataille de Hohenlinden, le 3 décembre 1800.
Le 23 septembre 1801, il est remis en non activité, afin de se reposer de ses fatigues. Sa promotion au grade de général de brigade est confirmé par le Premier Consul le 27 octobre 1803, et il est fait chevalier de la Légion d’honneur le 11 décembre 1803, et commandeur de l'ordre le 14 juin 1804, alors qu’il se trouve employé dans la 26e division militaire.
En 1805, il reçoit le commandement de la 2e brigade du camp de Saint-Omer, laquelle est attaché à la 3e division du 4e corps de la Grande Armée commandé par le maréchal Soult. Il combat avec gloire à la bataille d’Austerlitz le 2 décembre 1805, contre la colonne austro-russe, qui tente de s’emparer des hauteurs de Pratzen. Il est de nouveau blessé le 8 février 1807, à la Bataille d'Eylau.
En 1808, il est affecté dans le corps d’observation des côtes de l’Océan, puis à la 8e et enfin à la 14e division militaire. Il est créé baron de l’Empire le 28 mai 1809. Il est chargé de rédiger une instruction spéciale pour les sous-officiers, à la demande du ministre de la guerre.
Il meurt le 13 septembre 1811, à Valognes.

## Famille
Il épouse Élisabeth Berthélemy (née en 1777), d'où :
- Émilie, qui se marie avec Balthazar Haussmann (1791-1854), riche industriel du Logelbach en parenté avec le préfet Georges Eugène Haussmann, d'où descendance, notamment une fille : Amélie-Caroline-Wilhelmina dite Mina Haussmann (1823-1869), épouse de Symphorien Boittelle (1813-1897), administrateur et homme politique, et postérité ;
- Victor Jules, 2e baron Levasseur (1800-1870), colonel d'artillerie, et descendance ;
- Charles (1810-1880).

## Armoiries
| Figure | Nom du baron et blasonnement |
| ------ | --- |
|        | Armes du baron Victor Gabriel Levasseur et de l'Empire, décret du 19 mars 1808, lettres patentes du 28 mai 1809, commandeur de la Légion d'honneur D'azur à la bande d'or, chargée au milieu de deux losanges du champ, surchargé d'une étoile d'argent et aux deux extrémités d'une rose de gueules. Franc-quartier des barons tirés de l'armée - Livrées : gris de fer. |

## Dotation
- le 10 mars 1808, dotation de 10 000 francs de rente annuelle sur les biens réservés en Westphalie

## Sources
- (en) « Generals Who Served in the French Army during the Period 1789 - 1814: Eberle to Exelmans »
- Thierry Pouliquen, « Les généraux français et étrangers ayant servis [sic] dans la Grande Armée » (consulté le 23 avril 2014)
- « La noblesse d’Empire » (consulté le 23 avril 2014)
- A. Lievyns, Jean Maurice Verdot, Pierre Bégat, Fastes de la Légion-d'honneur, biographie de tous les décorés accompagnée de l'histoire législative et réglementaire de l'ordre, volume 3, Bureau de l’administration, janvier 1844, 529 p. (lire en ligne), p. 289.
- Notices d'autorité :   - VIAF
  - ISNI
  - BnF (données)